# Арілена Ара
Арілена Ара (албанською: [aɾiˈlɛna ˈaɾa]; (17 липня 1998 або 17 липня 1996 , Шкодер ) — албанська співачка й телеведуча. Здобула національне визнання в Албанії після перемоги на X Factor Albania у 2013 році. Після участі у 18-му музичному конкурсі Kënga Magjike, її пісня «Nëntori» досягла значного успіху в Румунії та Східній Європі, зокрема, першого місця в румунському чарті Airplay. Після успіху на 58-му музичному конкурсі Festivali i Këngës у 2019 році була обрана представницею Албанії на пісенному конкурсі Євробачення 2020 року, ще до відміни конкурсу через коронавірусну хворобу.

## Життєпис та кар'єра

### 1998—2018: Ранній життєпис та початок кар'єри
Арілена Ара народилася 17 липня 1998 року в албанській родині в місті Шкодер в Албанії. У дитинстві Ара брала участь у різноманітних танцювальних і співацьких конкурсах, у тому числі в дитячому шоу талантів Gjeniu i Vogël, фінішувавши на третьому місці. Також виграла другу серію талант-шоу X Factor Albania 31 березня 2013 року. Її перший сингл « Aeroplan», вийшов у лютому 2014 року. Посівши третє місце, Ара взяла участь у 18-му музичному конкурсі Kënga Magjike з піснею « Nëntori» у листопаді 2016 року. Згодом пісня мала комерційний успіх за кордоном, досягнувши першого місця в рейтингу румунського радіо та телебачення, а також досягнувши третього місця в Болгарії та 38-го в Угорщині. На початку 2017 року ремікси пісні, зокрема «Nëntori (Bess Remix)» і «Nëntori (Beverly Pills Remix)», потрапили до топ-20 у Співдружності Незалежних Держав (СНД). У 2017 році Ара виступила на фестивалі Europa Plus у Москві в Росії, також отримала нагороду за пісню року на Astana Dausy Music Awards в Астані в Казахстані.

### 2019— сьогодні:поп-арті подальший успіх

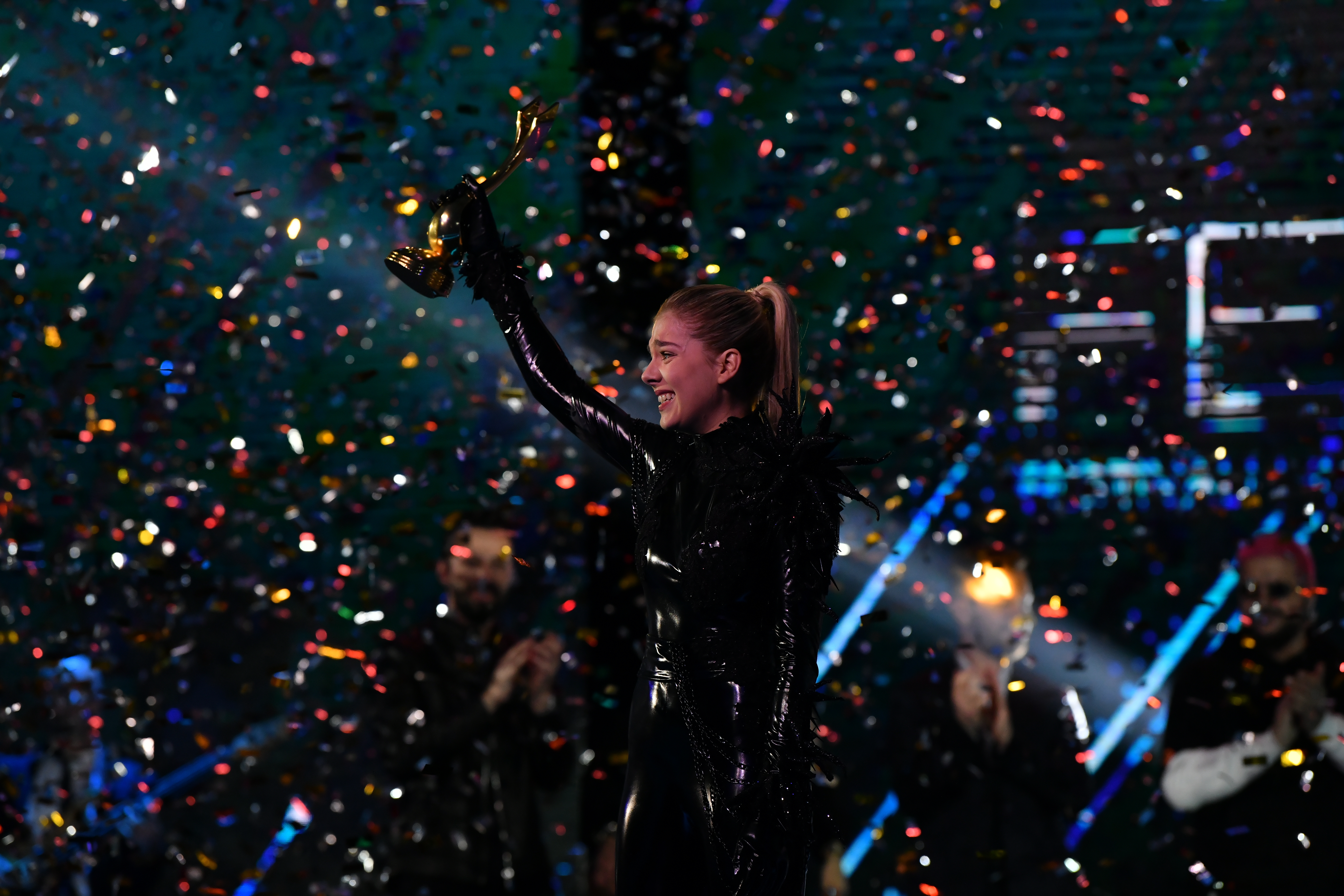
Арілена Ара після перемоги на 58-му фестивалі Festivali i Këngës

З 2019 року Ара був членом журі третьої серії співочого шоу The Voice Kids Albania. Після перемоги на 58-му музичному конкурсі Festivali i Këngës з піснею «Shaj» наприкінці грудня 2019 року Radio Televizioni Shqiptar (RTSH) призначив Ару представницею Албанії на пісенному конкурсі Євробачення 2020 у Роттердамі, Нідерланди. У лютому 2020 року, після кількох місяців, проведених у Лос-Анджелесі, співачка оголосила, що почала роботу над своїм дебютним студійним альбомом. У березні 2020 року через пандемію COVID-19 Європейська мовна спілка (EBU) скасувала Євробачення 2020. Після невеликої перерви, в грудні 2020 року вона з'явилася в пісні албанського співака Албана Скендерая «A i sheh», яка посіла 29 місце в чатрах Албанії.
6 листопада 2021 року Ара випустила свій дебютний студійний альбом «Pop Art The Album». До релізу було випущено чотири сингли: «Murderer», «Aligator», «Thirr Policinë» і «Ke me mungu». У липні 2021 року «Murderer» за участю албанського репера Noizy, що містить R&B та хіп-хоп, був випущений як головний сингл альбому. Його другий сингл, «Aligator», вийшов 9 серпня 2021 року та досяг п'ятого місця в Албанії. Для третього синглу платівки під назвою «Thirr Policinë» співачка співпрацювала з косовсько-албанською музиканткою Дафіною Зекірі та досягла шостого місця в Албанії. У жовтні 2021 року Ара записала свій перший номер один сингл із піснею «Ke me mungu». У квітні 2022 року дебютувала як телеведуча в розслідувальному шоу Piranjat.
Ара називає Майкла Джексона своїм головним музичним і мистецьким впливом.

## Дискографія

### Альбоми
- Pop Art (2021)[24]

### Сингли

#### Як головний артист
| «Aeroplan»                                                                          | 2014 | Н/Д | — | —  | — | Позаальбомний сингл |
| «Business Class»                                                                    | 2014 | Н/Д | — | —  | — | Позаальбомний сингл |
| «Vegim»                                                                             | 2015 | Н/Д | — | —  | — | Позаальбомний сингл |
| «Toke Rroke»                                                                        | 2016 | —   | — | —  | — | Позаальбомний сингл |
| «Nëntori»                                                                           | 2016 | —   | — | 38 | 1 | Позаальбомний сингл |
| «I'm Sorry»                                                                         | 2017 | —   | — | —  | — | Позаальбомний сингл |
| «Snow in грудня»                                                                    | 2017 | 14  | — | —  | — | Позаальбомний сингл |
| «Silver and Gold»                                                                   | 2017 | —   | — | —  | — | Позаальбомний сингл |
| «Zemër»                                                                             | 2017 | —   | — | —  | — | Позаальбомний сингл |
| «I'll Give You My Heart»                                                            | 2018 | —   | — | —  | — | Позаальбомний сингл |
| «Doja» (за участю Флорі Мумаджесі)                                                  | 2019 | —   | — | —  | — | Позаальбомний сингл |
| «Shaj»                                                                              | 2019 | —   | — | —  | — | Позаальбомний сингл |
| «Fall from the Sky»                                                                 | 2020 | —   | — | —  | — | Позаальбомний сингл |
| «Murderer» (разом із Noizy)                                                         | 2021 | —   | — | —  | — | Pop Art             |
| «Aligator»                                                                          | 2021 | 5   | — | —  | — | Pop Art             |
| «Thirr Policinë» (за участю Дафіни Зекірі)                                          | 2021 | 6   | — | —  | — | Pop Art             |
| «Ke me mungu»                                                                       | 2021 | 1   | — | —  | — | Pop Art             |
| «Dashuria ime»                                                                      | 2022 | —   | — | —  | — | Позаальбомний сингл |
| «—» позначає запис, який не потрапив у чарти або не був випущений на цій території. |      |     |   |    |   |                     |

#### Як відомий артист
| «Nallane 3» (Flori Mumajesi за участю Арілени Ари та Dj Vicky)                      | 2017 | —  | — | Non-album single |
| «Last train to Paris» (KDDK featuring Arilena)                                      | 2018 | 32 | 1 | Non-album single |
| «A i sheh» (Альбан Скендерай із Аріленою)                                           | 2020 | 29 | — | Non-album single |
| «—» позначає запис, який не потрапив у чарти або не був випущений на цій території. |      |    |   |                  |

### Інші пісні в чартах
| «E gjallë»                                                                          | 2021 рік | 2  | Pop Art The Album |
| «Dance Me» (разом ім Gjon's Tears)                                                  | 2021 рік | 10 | Pop Art The Album |
| «—» позначає запис, який не потрапив у чарти або не був випущений на цій території. |          |    |                   |

## Нагоради та номінації
Kenga Magjike
| Рік  | Номіновано | Нагорода        | Результат |
| ---- | ---------- | --------------- | --------- |
| 2016 | «Nëntori»  | Найкраща балада | Перемога  |
| 2016 | «Nëntori»  | Третя премія    | Перемога  |

Videofest
| Рік  | Номіновано | Нагорода               | Результат |
| ---- | ---------- | ---------------------- | --------- |
| 2014 | «Aeroplan» | Найкращий новий артист | Номінація |

Dance With Me 2
| Рік  | Номіновано       | Нагорода            | Результат |
| ---- | ---------------- | ------------------- | --------- |
| 2015 | «Arilena & Labi» | Переможець 3-ї ночі | Перемога  |
| 2015 | «Arilena & Labi» | Переможець 7-ї ночі | Перемога  |